# Human (Rod Stewart)
Human è il diciannovesimo album in studio di Rod Stewart, pubblicato nel 2001 dalla Atlantic Records.

## Tracce
1. Human (Karl Gordon, Connor Reeves) – 3:48
2. Smitten (Macy Gray, Dave Wilder, Jeremy Ruzuma, Arik Marshall) – 5:00
3. Don't Come Around Here (Jackie Joyce, Paul Berry, Mark Taylor, Kenny Thomas) – 3:49
4. Soul on Soul (Marc Jordan, John Capek) – 4:30
5. Loveless (Reeves, David Frank) – 4:00
6. If I Had You (Andrew Davis, Sergei Rachmaninoff) – 4:18
7. Charlie Parker Loves Me (Jordan, Capek) – 4:41
8. It Was Love that We Needed (Curtis Mayfield) – 4:11
9. To Be With You (Raul Malo) – 3:56
10. Run Back into Your Arms (Graham Stack, John Reid, Brian Rawling) – 3:26
11. I Can't Deny It (Gregg Alexander, Rick Nowels) – 3:44

Bonus track Inghilterra e Giappone
1. Peach (Prince) – 3:47

## Musicisti
- Rod Stewart - voce
- Oliver Leiber – chitarra
- John Shanks – chitarra, mandolino, armonica a bocca, slide guitar
- Michael Landau – chitarra
- Jeff Baxter – chitarra, pedal steel guitar
- Jeff Paris – piano
- Lance Morrison – basso
- Dave Palmer – batteria
- Kevin Savigar – tastiere, organo, fisarmonica
- Paulinho Da Costa – percussioni, maracas
- Rick Braun – tromba
- Nick Lane – trombone
- Jimmy Roberts – sassofono
- Sharon Corr – fiddle
- Richard Greene – fiddle
- Caroline Corr – bodhrán
- Suzy Katayama – violoncello
- Daniel Smith – violoncello
- Kevin Savigar - arrangiamento fiati
- Oliver Leiber - arrangiamento fiati
- Mark Knopfler - Chitarra nella canzone If I had you